# Seine Abschiedsvorstellung

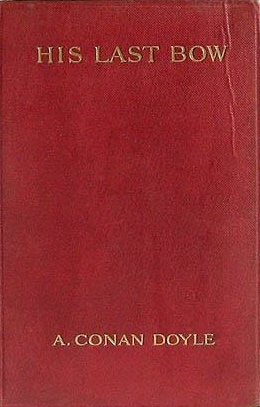
Einband der Erstausgabe von Seine Abschiedsvorstellung

Seine Abschiedsvorstellung (Original: His Last Bow) ist eine von Arthur Conan Doyle geschriebene Sammlung von acht Krimi-Kurzgeschichten um seinen berühmten Detektiv Sherlock Holmes und dessen Freund Dr. Watson, die 1917 in Großbritannien veröffentlicht wurde.

## Entstehung
Nachdem Doyle seinen Meisterdetektiv in der ersten von insgesamt dreizehn Erzählungen des Bandes Die Rückkehr des Sherlock Holmes (1905) nach dessen vermeintlichem Tod in Das letzte Problem (1893 veröffentlicht in Die Memoiren des Sherlock Holmes) wieder ins Leben zurückholte, veröffentlichte er zwischen 1908 und 1913 in unregelmäßigen Abständen weitere Geschichten um das kriminologische Genie. Diese Texte wurden, von einem kurzen Vorwort begleitet und von der aktuellen Erzählung Seine Abschiedsvorstellung abgerundet, schließlich 1917 in Seine Abschiedsvorstellung zusammengefasst.

## Inhalt
Das Buch enthält acht Kurzgeschichten, die jeweils im deutschen ca. 30–40 Seiten umfassen. Die Buchstaben in eckigen Klammern [] bezeichnen die inzwischen fest etablierten Abkürzungen.

### Wisteria Lodge (Wisteria Lodge [WIST], 1908)

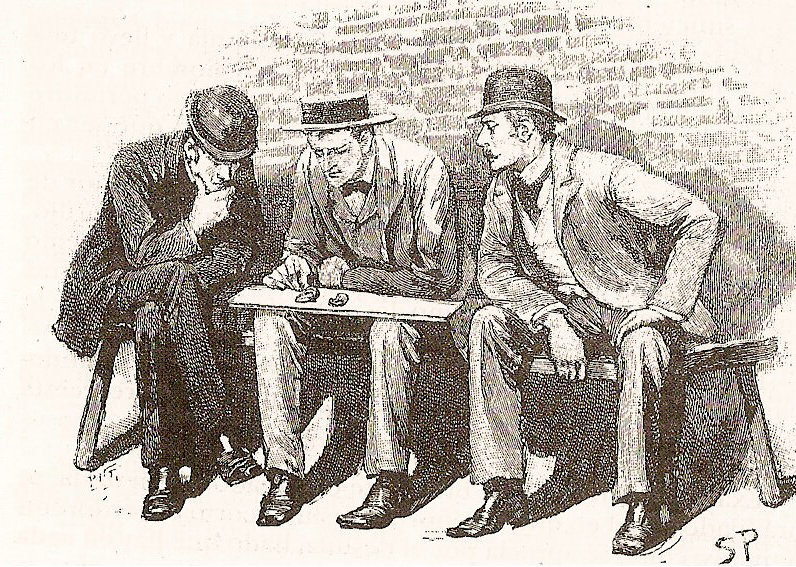
Holmes, Watson und ein Inspector von Scotland Yard untersuchen den Inhalt der Pappschachtel

Ein junger, aufgeregter Mann kommt zu Holmes in die Baker Street 221b und erzählt, dass er die letzte Nacht bei einem flüchtigen Bekannten verbracht habe. Als er am nächsten Morgen aufgestanden sei, wäre das Haus, das Wisteria Lodge genannt wird, wie ausgestorben gewesen. Noch bevor er dies berichtet, erscheint schon ein Scotland Yard-Inspector, der ihn wegen des Mordes an dem verschwundenen Hausbewohner festnehmen will. Doch Holmes ist von seiner Schuld nicht überzeugt und erkennt bald Zusammenhänge mit einem geflohenen ehemaligen südamerikanischen Gewaltherrscher.

### Die Pappschachtel (The Cardboard Box [CARD], 1893)
Eine alleinstehende Dame bekommt ein Paket, das zwei frisch abgetrennte menschliche Ohren enthält. Nachdem Holmes, der von der ratlosen Polizei hinzugezogen wird, die grausigen Präsente untersucht hat, ist er sich sicher, dass eines der Ohren zu einer mit der Empfängerin nahe verwandten Frau gehört. Bald erkennt Holmes, dass das Organ zur seit kurzem vermissten Schwester der alleinstehenden Frau gehört und dass hinter dieser ekelerregenden Fracht ein Doppelmord steht.

### Der Rote Kreis (The Red Circle [REDC], 1911)
Eine Frau wundert sich über die seltsamen Marotten ihres Untermieters. Sie hat den jungen Herren nur einmal, nämlich beim Abschluss des Mietvertrages gesehen. Seitdem verlässt die seltsame Person ihr Zimmer nicht für eine Minute und achtet peinlich genau darauf, dass sie von niemandem gesehen wird. Holmes kommt, nachdem er sich in der Nähe des Raumes auf die Lauer gelegt hat, zu dem Schluss, dass der Untermieter nicht die Person ist, die den Mietvertrag unterzeichnet hat.

### Die Bruce-Partington-Pläne (The Bruce-Partington Plans [BRUC], 1908)

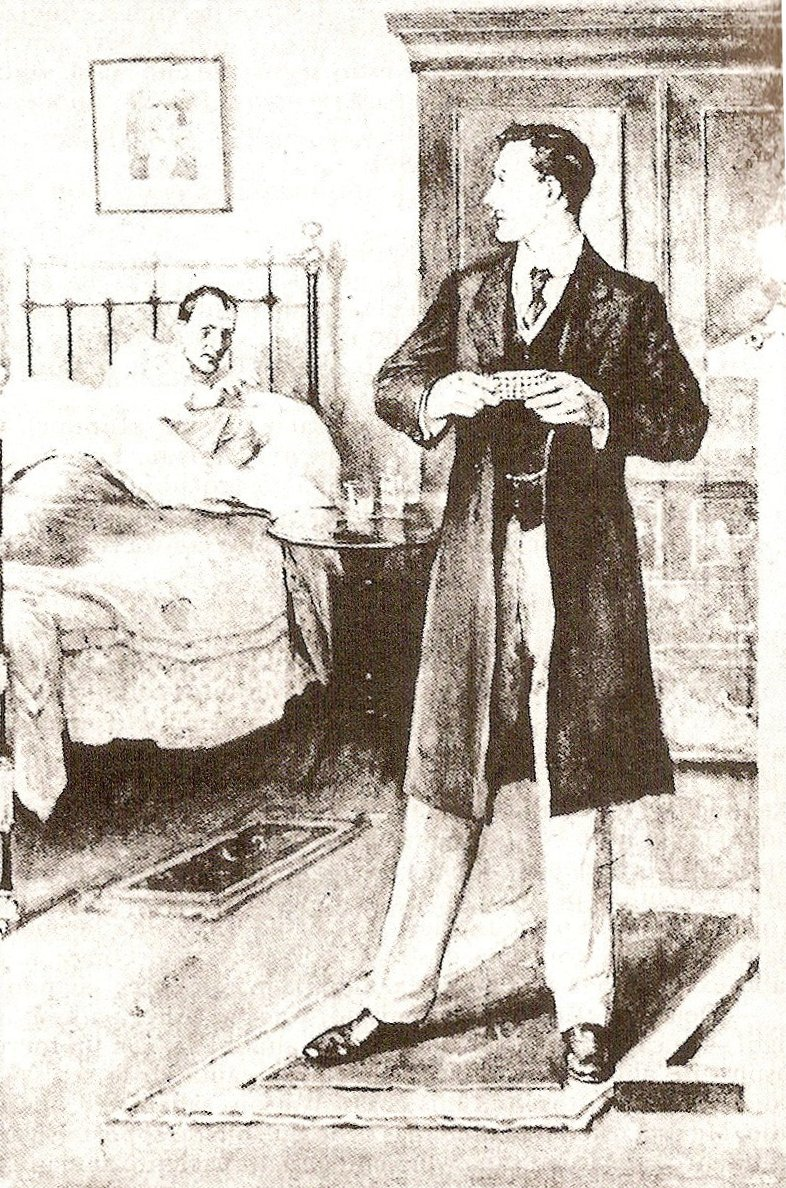
Der Detektiv auf dem Sterbebett

Die hochgeheimen Pläne für das Bruce-Partington-U-Boot wurden gestohlen. Ein junger Mitarbeiter der Behörde, der die Pläne bewachen sollte, wird tot und mit einem Teil der Zeichnungen neben einem U-Bahn-Gleis gefunden. Die wichtigsten Skizzen fehlen jedoch. Diese muss Sherlock Holmes jetzt so schnell wie möglich wiederbeschaffen, um zu verhindern, dass eine andere Nation diese hoch moderne Waffe baut.

### Der Detektiv auf dem Sterbebett (The Dying Detective [DYIN], 1913)
Der entsetzte Dr. Watson erfährt von Holmes’ Vermieterin, dass der Detektiv bereits seit drei Tagen schwer erkrankt im Bett liegt. Der Ermittler weigert sich jedoch, einen Arzt hinzuzuziehen. Da er sich sicher ist, an einer seltenen Tropenkrankheit zu leiden, schickt er Watson zu einem Plantagenbesitzer, der sich damit auskennen und Holmes’ letzte Rettung sein soll.

### Das Verschwinden der Lady Frances Carfax (Lady Frances Carfax [LADY], 1911)
Die alleinstehende und durch Europa reisende Lady Carfax ist bereits seit mehreren Wochen spurlos verschwunden. Da Holmes in London zurzeit nicht abkömmlich ist, schickt er Watson auf den Kontinent, um an den letzten Aufenthaltsorten der Dame Nachforschungen zu betreiben. So erfährt er, dass die Lady mit einem Geistlichen und dessen Frau nach England gereist ist.

### Der Teufelsfuß (The Devil’s Foot [DEVI], 1910)
Sein Arzt verordnet Holmes absolute Ruhe. Deshalb begibt sich der Detektiv mit seinem Gefährten Dr. Watson aufs Land, um sich dort vom Stress zahlloser Fälle zu erholen. Eines Tages erfährt Holmes jedoch von einem seltsamen Vorfall. Ein junger Mann besuchte seine Schwester und seine zwei Brüder in deren Haus, um mit ihnen Karten zu spielen. Als er am nächsten Tag frühmorgens wiederkommt, findet er seine Schwester tot und seine beiden Brüder im Zustand völliger Geisteskrankheit vor. Holmes schlägt alle Weisungen seines Arztes in den Wind und beginnt zu ermitteln.

### Seine Abschiedsvorstellung (His Last Bow [LAST], 1917)
Am Vorabend des Ersten Weltkrieges erhält ein deutscher Spion von einem anscheinend irisch-amerikanischen Informanten wichtige militärische Daten. Als der Deutsche zum letzten Mal ein wichtiges Dokument von ihm empfangen will, wird er von seinem Spitzel festgenommen und es stellt sich heraus, dass der Ire in Wahrheit der verkleidete Sherlock Holmes ist. Der Detektiv hat sein Können in die Dienste der britischen Regierung gestellt.
Die Geschichte Die Pappschachtel wird vor allem in britischen Ausgaben des Kanons der Kurzgeschichtensammlung Die Memoiren des Sherlock Holmes zugerechnet. Die amerikanischen Verleger befanden die Geschichte damals aufgrund des Ehebruch-Themas als zu brisant und druckten sie erst mit sieben anderen in der Abschiedsvorstellung ab.

## Bedeutung
Die Abschiedsvorstellung zählt zur zweiten Schaffensperiode Doyles nach dem vorläufigen Tod Holmes' am Ende von Die Memoiren des Sherlock Holmes. Sie ist mit nur acht Erzählungen der kleinste der fünf Kurzgeschichtenbände über den Detektiv und gehört zusammen mit Die Rückkehr des Sherlock Holmes und Sherlock Holmes’ Buch der Fälle zu den weniger bekannten und in den Medien Hörspiel und Film umgesetzten Sherlock-Holmes-Büchern.

## Ausgaben
- Arthur Conan Doyle: Seine Abschiedsvorstellung, (Übersetzung: Leslie Giger), Haffmans, Zürich 1988, ISBN 3-251-20107-7
- gleiche Übersetzung (Neuausgabe): Kein und Aber, 2005, ISBN 978-3-0369-5150-8
- gleiche Übersetzung (Taschenbuch): insel Taschenbuch Nr. 3320, 2007, ISBN 978-3-458-35020-0
- Arthur Conan Doyle: Sherlock Holmes Gesammelte Werke, Gebundene Ausgabe (Übersetzer: Adolf Gleiner, Margarete Jacobi, Louis Ottmann, Rudolf Lautenbach), Anaconda-Verlag 2012, ISBN 978-3-86647-850-3
- Arthur Conan Doyle: Seine Abschiedsvorstellung. Neu übers. von Henning Ahrens. Fischer Taschenbuch, Frankfurt am Main 2018, ISBN 978-3-596-03564-9.
- Arthur Conan Doyle: Seine Abschiedsvorstellung. Coppenrath, Münster 2024, ISBN 978-3-649-64606-8.

### Deutsche Übersetzungen bei Gutenberg.de
- Ein für allemal (Vorwort)
- Wisteria Lodge
- Der rote Kreis
- Die Bruce-Partington-Pläne
- Der sterbende Detektiv
- Das Verschwinden der Lady Carfax
- Der Teufelsfuß